# گالیم آرسنید
گالیم آرسنید (GaAs) یک ترکیب از عناصر گالیم و آرسنیک است. این ترکیب یک نیم‌رسانا بوده و ساختار بلوری آن مشابه سولفید روی است.
گالیم آرسنید در تولید افزاره‌هایی مانند مایکروویو ،دیودهای نورگسیلفروسرخ، دیودهای لیزری و سلول‌های خورشیدی استفاده می‌شود.
گالیم آرسنید اغلب به عنوان یک ماده بستر برای رشد رونشستی (epitaxial growth) در دیگر نیم‌رساناهای III-V semiconductors شامل ایندیم گالیم آرسناید(indium gallium arsenide)، آلومینیوم گالیم آرسناید (aluminum gallium arsenide) و بقیه استفاده می‌شود.

## آماده‌سازی و شیمی
در این ترکیب، گالیم دارای غدد اکسیداسیون 3+است. تک کریستال‌های گالیم آرسنید را می‌توان توسط نوع سه فرایند صنعتی تولید کرد:
- فرایند یخ‌زدگی با افت گرمایی عمودی (VGF) (اکثر ویفرهای گالیم آرسنید با استفاده از این فرایند تولید می‌شوند).[۳]
- رشد بلور با استفاده از یک کوره افقی و با استفاده از روش Bridgman-Stockbarger که در آن بخارات گالیم و آرسنیک واکنش نشان می‌دهند و مولکول‌های آزاد شده در یک دانه کریستال در خنک‌کننده‌ای که در انتهای کوره قرار دارد ته‌نشین می‌شوند.
- روش رشد مایع محصور (فرایند چکرالسکی) برای تولید با خلوص بالا تک کریستال‌ها است.

روش‌های جایگزین برای تولید صفحه گالیم آرسنید عبارتند از:
- (VPE) واکنش گازی فلز گالیم و آرسنیک تری کلرید: 2 Ga + 2 AsCl ۳ → 2 GaAs + 3 Cl ۲
- (برآرایی بخار فلز-آلی) واکنش تری متیل گالیم و آرسنیک: 4 Ga + As4 → 4 GaAs یا 2 Ga + As2 → 2 GaAs

اکسیداسیون گالیم آرسنید در هوا رخ می‌دهد عملکرد این نیم‌رسانا را پایین می‌آورد. برای مقاوم کردن سطح ماده می‌توان یک لایه گالیم(II) سولفید بر روی آن با استفاده از یکی از ترکیبات tert-بوتیل گالیم سولفید ته‌نشین کرد.

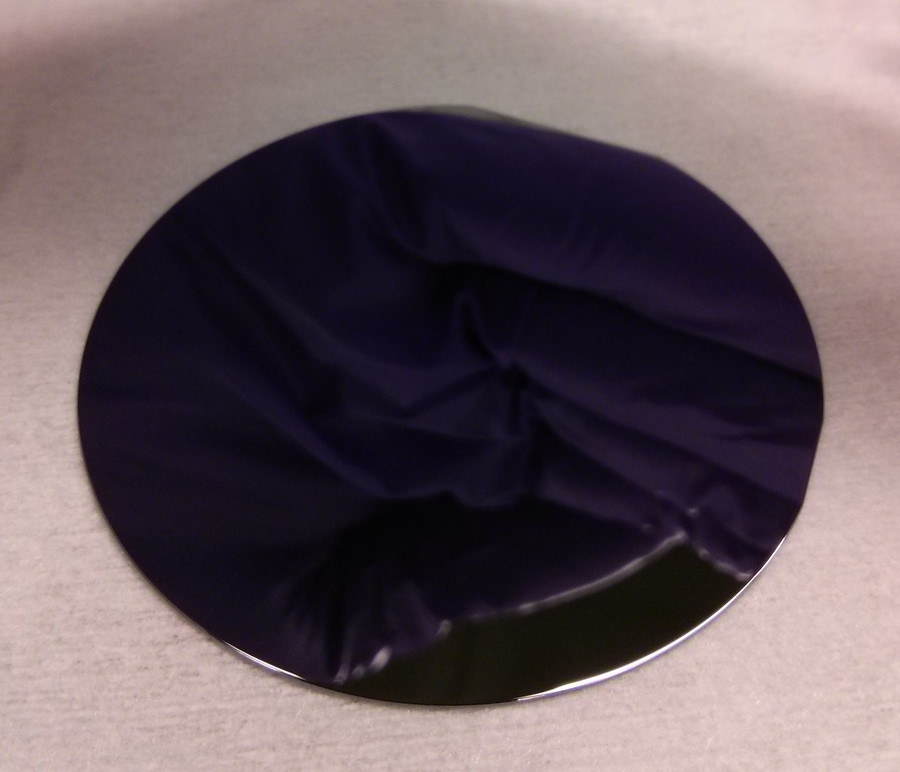
یک قطعه بکر تک‌بلوری از گالیم آرسنید با جهت‌گیری سطحی ۱۰۰٪

### نیمه عایق کریستال
اگر یک کریستال گالیم آرسنید در حضور مقدار زیادی آرسنیک رشد کند، در آن برخی از نقص ها به وجود می‌آید، به ویژه نقوص anti-site آرسنیک (یک اتم آرسنیک درجای یک اتم گالیم در شبکه بلور). خواص الکترونیکی این نقوص (در تعامل با دیگران) باعث می‌شود که سطح فرمی به نزدیکی مرکز نوار ممنوعه متصل شود، به‌طوری که کریستال گالیم آرسنید دارای غلظت بسیار کم الکترون و حفره شود. این غلظت حامل پایین شبیه به کریستال طبیعی است، اما در عمل رسیدن به آن بسیار ساده‌تر است. این کریستال‌ها «نیمه عایق» نام دارند، که مقاومت بالای 107-109 Ω·سانتی‌متر را دارا می‌باشند (که بسیار بالا برای یک نیم‌رسانا است، اما هنوز هم بسیار پایین‌تر از یک عایق واقعی مانند شیشه است).

### زدایش
زدایش تَر گالیم آرسنید به صورت صنعتی با استفاده از یک عامل اکسیدکننده مانند آب اکسیژنه یا آب برم انجام می‌شود، و همان استراتژی قبلی در ثبت اختراع مربوط به پردازش ضایعات قطعات حاوی گالیم آرسنید که در آن Ga3+

 با اسید هیدروکسام ("HA")مخلوط می‌شود استفاده می‌شود. برای مثال:
GaAs + H2O2 + "HA" → "GaA" + H3AsO4 + H2O4
این واکنش آرسنیک اسید تولید می‌کند.

## الکترونیک

### گالیم آرسنید منطق دیجیتال
گالیم آرسنید می‌تواند برای انواع زیادی ترانزیستور استفاده شود:
- مسفت
- همْت (یک نوع FET)
- جِی‌فت
- ترانزیستور دوقطبی با پیوندناهمگون (HBT)
- (VeladiFET (VFET

HBT می‌تواند در منطق تزریق یکپارچه
استفاده شود.
اولین گیت‌های منطقی گالیم آرسنید از منطق بافر(FET) استفاده می‌کردند.
از ~۱۹۷۵ تا ۱۹۹۵ خانواده‌های اصلی منطق مورد استفاده عبارت بودند از:
- منطق منبع-همراه (FET) (SCFL) سریعترین و پیچیده‌ترین کار (مورد استفاده توسط TriQuint و Vitesse)
- منطق خازن دیود (FET) (CDFL) (مورد استفاده توسط Cray)
- منطق مستقیم همراه (FET) (DCFL) ساده‌ترین و کمترین قدرت (مورد استفاده توسط Vitesse برای VSLI دروازه آرایه‌ها)

## مقایسه با سیلیکون در الکترونیک

### مزایای گالیم آرسنید
برخی از خواص الکترونی گالیم آرسنید نسبت به سیلیکون برتر هستند. گالیم آرسنید سرعت اشباع الکترون بالاتر و تحرک‌پذیری بالاتری دارد، که اجازه می‌دهد ترانزیستورهای گالیم آرسنید در فرکانس‌های بیش از 250 GHz نیز عملکرد خوبی داشته باشند. دستگاه‌های گالیم آرسنید نسبتاً غیر حساس به حرارت بالا، با توجه به انرژی منطقه ممنوعه گسترده‌تر، و آن‌ها نیز تمایل به ایجاد نویز کمتری در مدارهای الکترونیکی نسبت به دستگاه‌های سیلیکون به خصوص در فرکانس‌های بالا دارند. این ویژگی‌های برتر گالیم آرسنید دلایل قانع‌کننده‌ای برای استفاده از GaAs در مدارات گوشی‌های موبایل، ارتباطات ماهواره ای، ریزموج لینک‌های نقطه به نقطه و سیستم‌های رادار با فرکانس بالاتر است. گالیم آرسنید همچنین در ساخت دیود گان برای نسل مایکروویو استفاده می‌شود.
یکی دیگر از مزایای استفاده از گالیم آرسنید این است که آن کاف مستقیم دارد، که بدان معنی است که گالیم آرسنید می‌تواند برای جذب و تابش نور به صورت مؤثر استفاده شود. سیلیکون گاف غیرمستقیم دارد و بنابراین در تابش‌کردن نور نسبتاً ضعیف است.

### مزایای سیلیکون
سیلیکون دارای سه مزیت عمده نسبت به گالیم آرسنید در ساخت مدار مجتمع است. نخست، سیلیکون فراوان است و فرایند تبدیل به شکل مواد معدنیسیلیکات برای آن ارزان است.
در ضمن یک کریستال سیلیکون دارای ساختار بسیار پایدار است و کریستال آن می‌تواند تا قطر بسیار بزرگ رشد کندو پردازش آن عملکرد بسیار خوبی را دارا است. سیلیکون نیز رسانای نسبتاً خوب گرما است، بنابراین امکان متراکم‌سازی و بسته‌بندی ترانزیستورهایی که نیاز به خلاص شدن از گرمای خود را دارند فراهم می‌کند، بنابراین بسیار مطلوب برای طراحی و ساخت Icهای بسیار بزرگ می‌باشند. چنین ویژگی‌های خوب مکانیکی نیز آن را به ماده مناسب برای زمینه در حال توسعه نانو تبدیل کرده‌است. به‌طور طبیعی، سطح گالیم آرسنید نمی‌تواند در برابر دمای بالا مورد نیاز برای نفوذ مقاومت کند.
دومین مزیت عمدهٔ سیلیکون وجود یک اکسید بومی (دی‌اکسید سیلیکونبا SiO2) است، که به عنوان یک عایق در دستگاه‌های الکترونیکی استفاده شده‌است. دی‌اکسید سیلیکون به راحتی می‌تواند بر روی مدار سیلیکون گنجانیده شده و این چنین لایه‌هایی لایه‌های چسبنده به زمینهٔ سیلیکون هستند. SiO2 نه تنها عایق خوبی است (با یک گاف از ۸٫۹ eV)، بلکه سطح Si-SiO2 به راحتی می‌تواند مهندسی شود تا به خواص الکتریکی عالی برسد. گالیم آرسنید اکسید بومی ندارد، به راحتی لایه عایق پایدار چسبنده را پشتیبانی نمی‌کند و دارای قدرت دی الکتریک یا خواص رویینگی سطح سیلیکون یا سیلیکون دی‌اکسید نیست.
سوم مزیت سیلیکون آن است که سیلیکون دارای سوراخ تحرک بالاتر در مقایسه با گالیم آرسنید (۵۰۰ درمقابل 400 cm2V-1s-1)است. این تحرک بالا اجازه می‌دهد که سرعت ساخت ترانزیستور اثر میدانی (FET) بالاتر رود، که مورد نیاز برای منطق سیماس است.